# Фроґьнол
Фроґьнол (англ. Frognal) або Фрогнал — невеликий район Гемпстеда на північному заході Лондона в районі Кемден. Фроґьнол посилюється як назва другорядної дороги, яка йде вгору від Фіньчлий Роуд і на її верхньому кінці знаходиться на заході від села Гемпстед.